# Baztan
Baztan là một đô thị trong tỉnh và cộng đồng tự trị Navarre, Tây Ban Nha. Đô thị này có diện tích là 376,81 ki-lô-mét vuông, dân số năm 2007 là 7847 người. Đô thị Baztan cách tỉnh lỵ Pamplona 58 km. Đô thị này giáp Pháp về phía bắc và đông. Đây là đô thị có diện tích lớn nhất Navarre.

## Biến động dân số
| Biến động dân số                                     | Biến động dân số | Biến động dân số | Biến động dân số | Biến động dân số | Biến động dân số | Biến động dân số | Biến động dân số | Biến động dân số | Biến động dân số | Biến động dân số |
| 1996                                                 | 1998             | 1999             | 2000             | 2001             | 2002             | 2003             | 2004             | 2005             | 2006             | 2007             |
| ---------------------------------------------------- | ---------------- | ---------------- | ---------------- | ---------------- | ---------------- | ---------------- | ---------------- | ---------------- | ---------------- | ---------------- |
| 7 806                                                | 7 741            | 7 741            | 7 598            | 7 629            | 7 670            | 7 746            | 7 707            | 7 798            | 7 827            | 7 847            |
| Nguồn: Baztan et instituto de estadística de navarra |                  |                  |                  |                  |                  |                  |                  |                  |                  |                  |